# Blago White
Владисла́в Вячесла́вович Помера́нцев (род. 19 ноября 1995, Москва), более известный как Blago White — российский рэпер.

## Биография
Родился в 1995 году в Москве. В возрасте двух лет вместе с родителями переехал в США. В семилетнем возрасте вернулся в Россию, из-за плохого знания русского языка доучивался в англоязычных школах.
В марте 2023 года артисты лейбла CPLUS — Soda Luv, Blago White, Bushido Zho и художник Q.JAY — запустили в «Дзене» три шоу: «Психология улиц», «Поймать Дзен» и «Материальные ценности». В них рэперы обсуждают вместе с психологом детство и взаимоотношения с людьми, отвечают на комментарии хейтеров и рассказывают о дорогих им вещах.

## Дискография

### Студийные альбомы
| Название        | Детали                                                                                  |
| --------------- | --------------------------------------------------------------------------------------- |
| Icyhotbox       | - Релиз: 9 октября 2019 - Лейбл: StartUp Music - Формат: цифровая загрузка, стриминг    |
| Tha Malchik     | - Релиз: 29 февраля 2020 - Лейбл: StartUp Music - Формат: цифровая загрузка, стриминг   |
| «Мяса»          | - Релиз: 15 октября 2020 - Лейбл: Universal Music - Формат: цифровая загрузка, стриминг |
| «Красавчик»     | - Релиз: 18 ноября 2021 - Лейбл: Universal Music - Формат: цифровая загрузка, стриминг  |
| «Инапланетянин» | - Релиз: 19 мая 2023 - Лейбл: Universal Music - Формат: цифровая загрузка, стриминг     |
| «Хроники кайфа» | - Релиз: 14 июня 2024 - Лейбл: ZVONKO digital - Формат: цифровая загрузка, стриминг     |

### Синглы

#### В качестве ведущего исполнителя
| Название                                                                        | Год  | Альбом              |
| ------------------------------------------------------------------------------- | ---- | ------------------- |
| «Lemme Smoke» (совместно с Boost Morale)                                        | 2018 | Icyhotbox           |
| «Brat» (при участии OG Buda)                                                    | 2019 | Tha Malchik         |
| «Благодарен»                                                                    | 2020 | Tha Malchik         |
| «Karantina»                                                                     | 2020 | внеальбомный сингл  |
| «Perlamutr»                                                                     | 2020 | Myasa               |
| «Babki» (совместно с Boost Morale)                                              | 2021 | внеальбомные синглы |
| «Ты тупая или глупый»                                                           | 2021 | внеальбомные синглы |
| «Благословил»                                                                   | 2021 | TBA                 |
| «Cristal & Моёт (Remix)» (совместно с Моргенштерном, OG Buda, Soda Luv и Mayot) | 2021 | внеальбомные синглы |
| «Monte Carlo»                                                                   | 2021 | внеальбомные синглы |
| «Only Positive Vibes» (совместно с PINQ)                                        | 2021 | внеальбомные синглы |
| «Mane»                                                                          | 2021 | внеальбомные синглы |
| «Братва на связи» (совместно с Sqwoz Bab и GONE.Fludd)                          | 2021 | внеальбомные синглы |
| «Nebaskryobi»                                                                   | 2021 | внеальбомные синглы |
| «Веселей» (совместно с Антохой МС)                                              | 2021 | внеальбомные синглы |
| «Мир»                                                                           | 2022 | внеальбомные синглы |
| «Солнце монако (Tha Remix)» (совместно с Люсей Чеботиной и Mayot)               | 2022 | внеальбомные синглы |
| «Vnaturi»                                                                       | 2022 | внеальбомные синглы |
| «Monster Kill» (совместно с Yanix)                                              | 2022 | внеальбомные синглы |
| «11»                                                                            | 2022 | внеальбомные синглы |
| «I Love My Life» (совместно с Джараховым и Молодым Платоном)                    | 2022 | внеальбомные синглы |
| «Blya Zaebali»                                                                  | 2023 | внеальбомные синглы |
| «Выше» (совместно с LOVV66 и Молодым Платоном)                                  | 2023 | inaplanetyanin      |
| «Юность» (совместно с Polovinka)                                                | 2023 | внеальбомные синглы |
| «Десять пальцы»                                                                 | 2023 | внеальбомные синглы |
| «Bonfire» (совместно с Gee Baller)                                              | 2023 | внеальбомные синглы |
| «Пихта»                                                                         | 2024 | Хроники кайфа       |
| «Kaifalogia»                                                                    | 2024 | Хроники кайфа       |
| «Lemme Smoke 2» (совместно с Boost Morale)                                      | 2024 | Хроники кайфа       |
| «Сумасшедший»                                                                   | 2024 | Хроники кайфа       |
| «Вдох» (совместно с молодой калуга)                                             | 2024 | Scarface            |
| «Дирижабль»                                                                     | 2024 | внеальбомные синглы |
| «CAO CAO» (совместно с YA3)                                                     | 2024 | внеальбомные синглы |
| «Ача-Ача» (совместно с G4OUR и Baby Melo)                                       | 2024 | внеальбомные синглы |
| «Чёрный джип»                                                                   | 2025 | внеальбомные синглы |
| «WYA» (совместно с ROUSEMEBABY)                                                 | 2025 | внеальбомные синглы |

#### В качестве приглашённого исполнителя
| Название                                                                                             | Год  | Альбом              |
| --- | ---- | ------------------- |
| «Pain Vibes» (Bushido Zho при участии Blago White)                                                   | 2020 | внеальбомные синглы |
| «Железно» (VisaGangBeatz при участии Blago White)                                                    | 2020 | внеальбомные синглы |
| «Runner» (No.Vel при участии Blago White)                                                            | 2020 | внеальбомные синглы |
| «КаZантип» (Soda Luv при участии Blago White)                                                        | 2021 | внеальбомные синглы |
| «Yes, Sir» (Marco-9 при участии Blago White)                                                         | 2021 | Con Dios            |
| «Дико» (Aquakilla при участии Blago White)                                                           | 2021 | внеальбомные синглы |
| «Tsarbucks» (SC Simmons при участии Blago White)                                                     | 2021 | внеальбомные синглы |
| «Огонь» (OG Minay при участии Blago White)                                                           | 2021 | внеальбомные синглы |
| «Pain Vibes 2» (Bushido Zho при участии Blago White)                                                 | 2021 | внеальбомные синглы |
| «Культура» (Killjoy при участии Blago White)                                                         | 2021 | Trap Symphony       |
| «Секреты» (Boost Morale при участии Blago White)                                                     | 2021 | Cloud City          |
| «Как надо» (Спэйскид при участии Blago White и Ernst)                                                | 2021 | внеальбомные синглы |
| «На чиле» (Джиган при участии Егора Крида, The Limba, Blago White, OG Buda, Тимати, Soda Luv и Гуфа) | 2021 | внеальбомные синглы |
| «Talk to Me Nicely (Remix)» (C4 при участии Blago White)                                             | 2021 | внеальбомные синглы |
| «Фэм» (OG Buda при участии Blago White)                                                              | 2021 | внеальбомные синглы |
| «Чокопай» (Andro при участии Rakhim, blago white)                                                    | 2021 | Jani Gipsy          |
| «В такт» (Danchainz при участии Blago White)                                                         | 2022 | «Пластик»           |
| «Джаред лето» (Danchainz при участии Blago White)                                                    | 2022 | «Пластик»           |
| «Джаред лето» (Boost Morale при участии Blago White)                                                 | 2022 | внеальбомный сингл  |